# MP-412 REX
L'MP412 REX è una pistola di origine russa del tipo rivoltella a doppia azione di calibro .357 Magnum. È stata progettata per l'esportazione (il nome REX sta per Revolver Export ovvero Revolver per l'esportazione), ma non è stata mai messa in produzione a causa della mancanza di un mercato di riferimento dove venderla. L'arma è stata progettata dalla IZHMECH, l'azienda statale russa Izhevsk Mechanical Plant, che ha anche progettato e prodotto il Makarov PM, la nota piccola pistola semi-automatica.

## Descrizione
L'MP-412 ha un telaio basculante, piuttosto che il tamburo a ribaltamento laterale della maggior  parte dei moderni revolver e una cornice di fondo composita costituita da acciaio e polimero.
Il REX non è mai entrato in piena produzione, probabilmente a causa della mancanza di interesse da parte del mercato. Ciò può essere dovuto al design break-azione che può essere visto come sistema peggiore rispetto al più moderno disegno a cilindro incernierato che è intrinsecamente più resistente, avendo un solido aggancio in alto invece di un chiavistello superiore.
Il più grande mercato potenziale di quest'arma, gli Stati Uniti, è stato escluso per questo revolver, dato che l'arma è fabbricata in Russia; Il presidente Bill Clinton ha firmato un accordo con il presidente russo Boris El'cin nel 1990 che vieta volontariamente l'importazione di armi da fuoco dalla Russia agli Stati Uniti.